# Blednica
Blednica (chloroza, choroba zielona, choroba dziewicza) – historyczna nazwa objawów charakteryzujących formę niedokrwistości związanej z niedoborem żelaza, występującej głównie u młodych dziewcząt i kobiet. Charakterystycznym objawem blednicy jest zielonkawożółte zabarwienie skóry.